# مانداراکه
مانداراکه (انگلیسی: Mandarake) شرکت خرده‌فروشی ژاپنی است، که در سال ۱۹۸۰ تأسیس شد.